# 伊塔波蘭加 (帕拉伊巴州)
伊塔波兰加是巴西帕拉伊巴州的一个市镇。总面积468.069平方公里，总人口22090人，人口密度47.2人/平方公里。